# Milíkov (okres Cheb)
Obec Milíkov (německy Miltigau) se nachází v okrese Cheb, kraj Karlovarský. Nachází se 13 km na východ od Chebu. Žije zde 295 obyvatel.

## Historie
První písemná zmínka o obci pochází z 1. listopadu 1311, kdy Milíkov získali vdova a synové Konráda z Hazlova od waldsassenského opata Johanna jako zástavu. Ke dni 29. 8. 2008 zde žilo 251 obyvatel.

## Pamětihodnosti
- Kostel svatého Šimona a Judy
- hrázděný statek chebského typu[4]
- kaplička

## Obyvatelstvo
Při sčítání lidu v roce 1921 zde žilo 384 obyvatel, z nichž bylo 382 německé národnosti a dva cizozemci. K římskokatolické církvi se hlásilo 379 obyvatel, k evangelické jeden, tři k církvi československé a jeden obyvatel byl bez vyznání.
| Rok            | 1869 | 1880 | 1890 | 1900 | 1910 | 1921 | 1930 | 1950 | 1961 | 1970 | 1980 | 1991 | 2001 | 2011 |
| -------------- | ---- | ---- | ---- | ---- | ---- | ---- | ---- | ---- | ---- | ---- | ---- | ---- | ---- | ---- |
| Počet obyvatel | 521  | 572  | 523  | 490  | 364  | 384  | 437  | 139  | 147  | 129  | 126  | 108  | 115  | 132  |
| Počet domů     | 72   | 73   | 73   | 75   | 73   | 75   | 81   | 59   | 68   | 35   | 27   | 39   | 43   | 51   |

| Rok            | 1869  | 1880  | 1890  | 1900  | 1910  | 1921  | 1930  | 1950 | 1961 | 1970 | 1980 | 1991 | 2001 | 2011 |
| -------------- | ----- | ----- | ----- | ----- | ----- | ----- | ----- | ---- | ---- | ---- | ---- | ---- | ---- | ---- |
| Počet obyvatel | 2 141 | 2 163 | 1 856 | 1 729 | 1 584 | 1 530 | 1 540 | 497  | 429  | 359  | 252  | 201  | 213  | 243  |
| Počet domů     | 329   | 340   | 323   | 319   | 315   | 308   | 311   | 183  | 104  | 90   | 68   | 96   | 102  | 115  |

## Části obce
- Milíkov (k. ú. Milíkov u Mariánských Lázní)
- Malá Šitboř (k. ú. Malá Šitboř)
- Mokřina (k. ú. Mokřina)
- Těšov (k. ú. Těšov u Milíkova)
- Velká Šitboř (k. ú. Velká Šitboř a Úval)

## Další fotografie

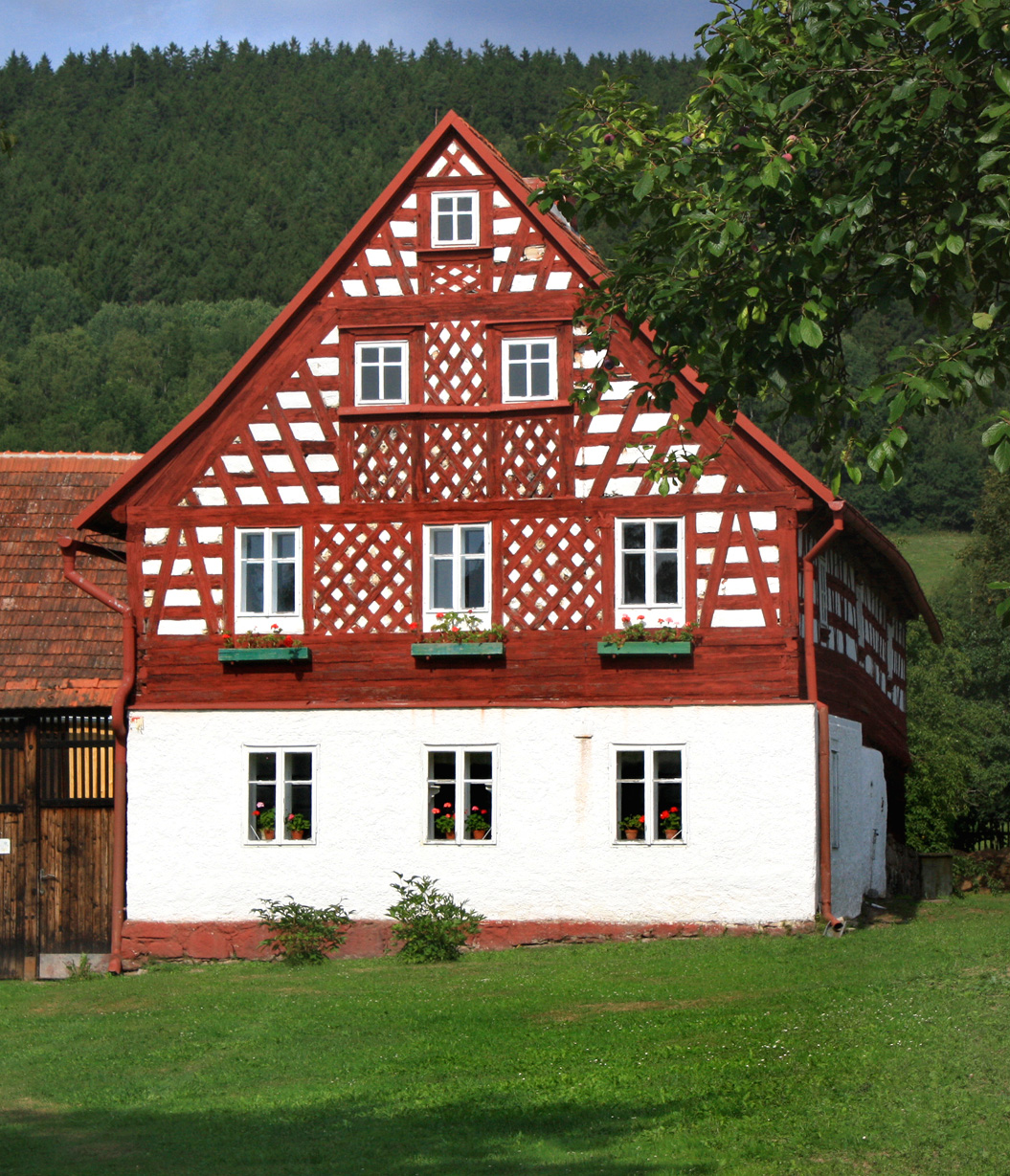
Památkově chráněný statek
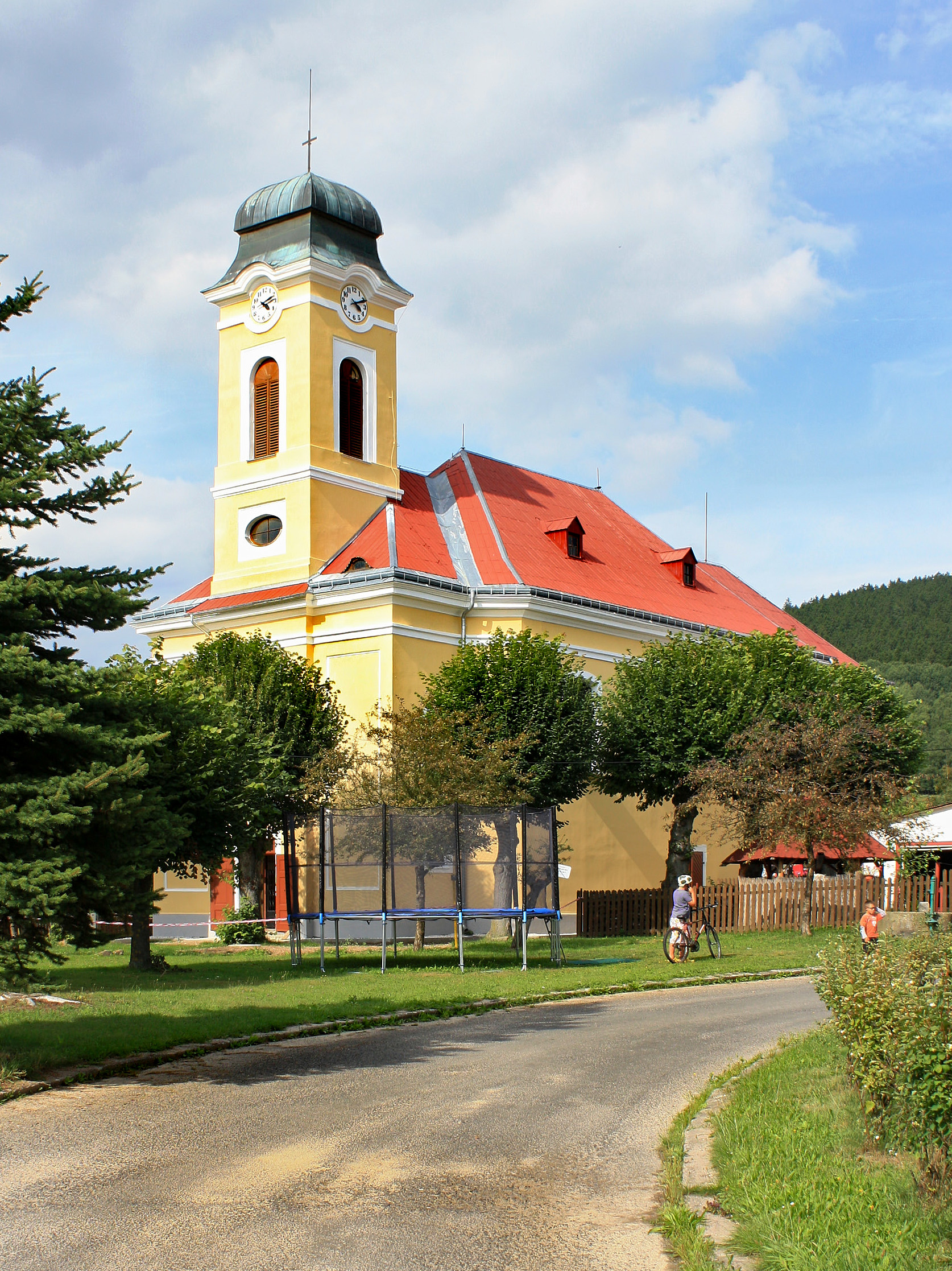
Kostel sv. Šimona u Judy
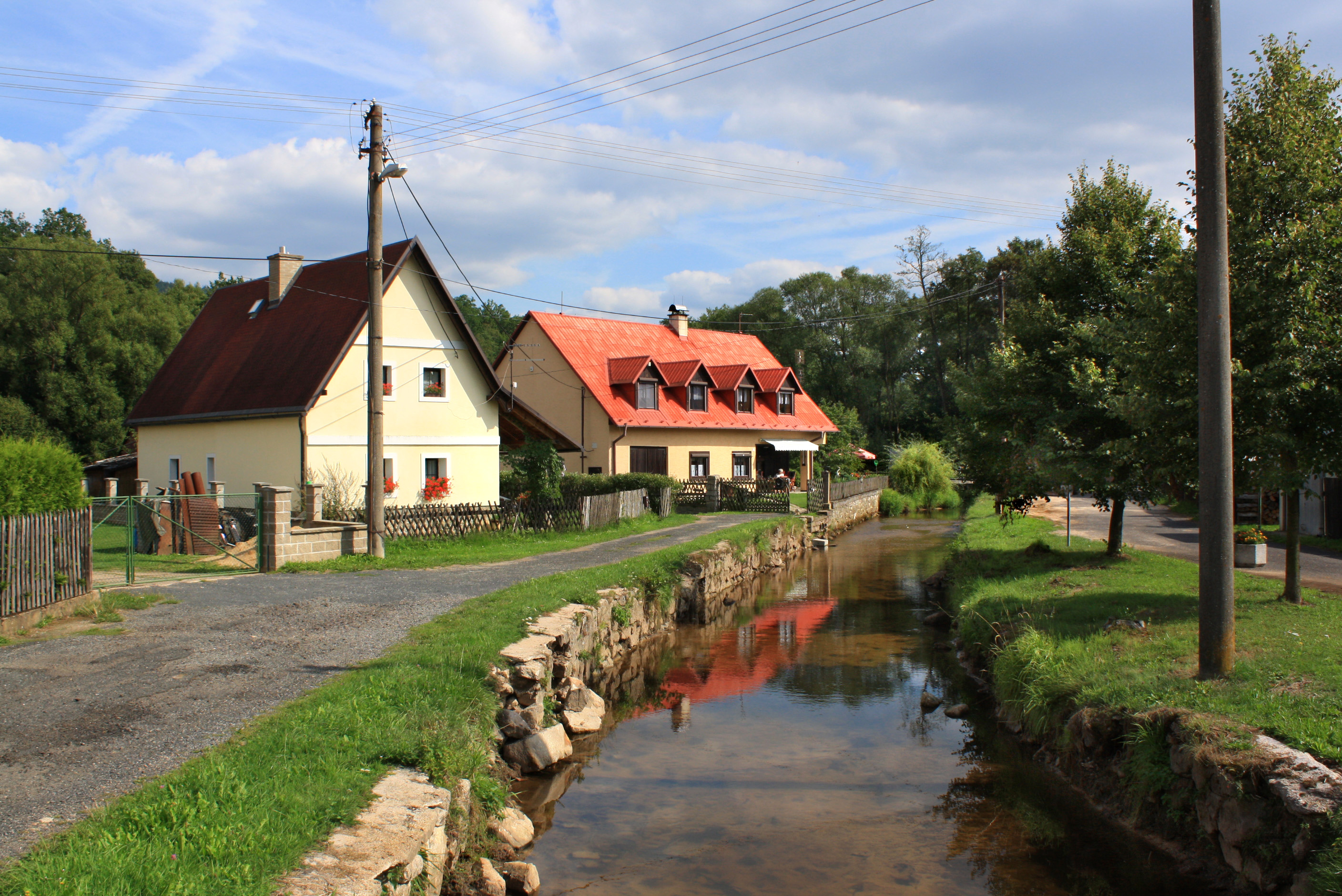
Domky u Lipoltovského potoka
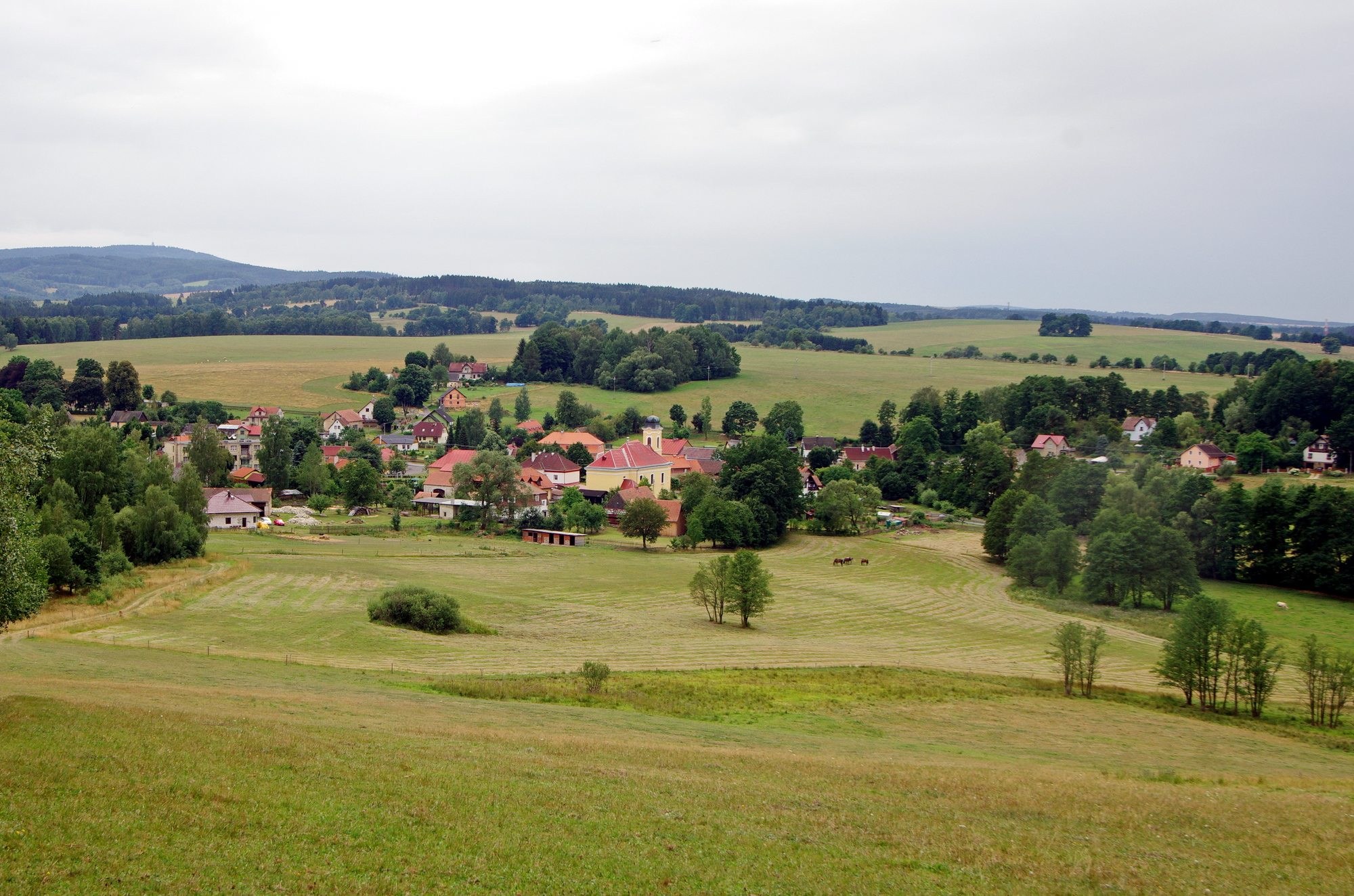
celkový pohled na obec
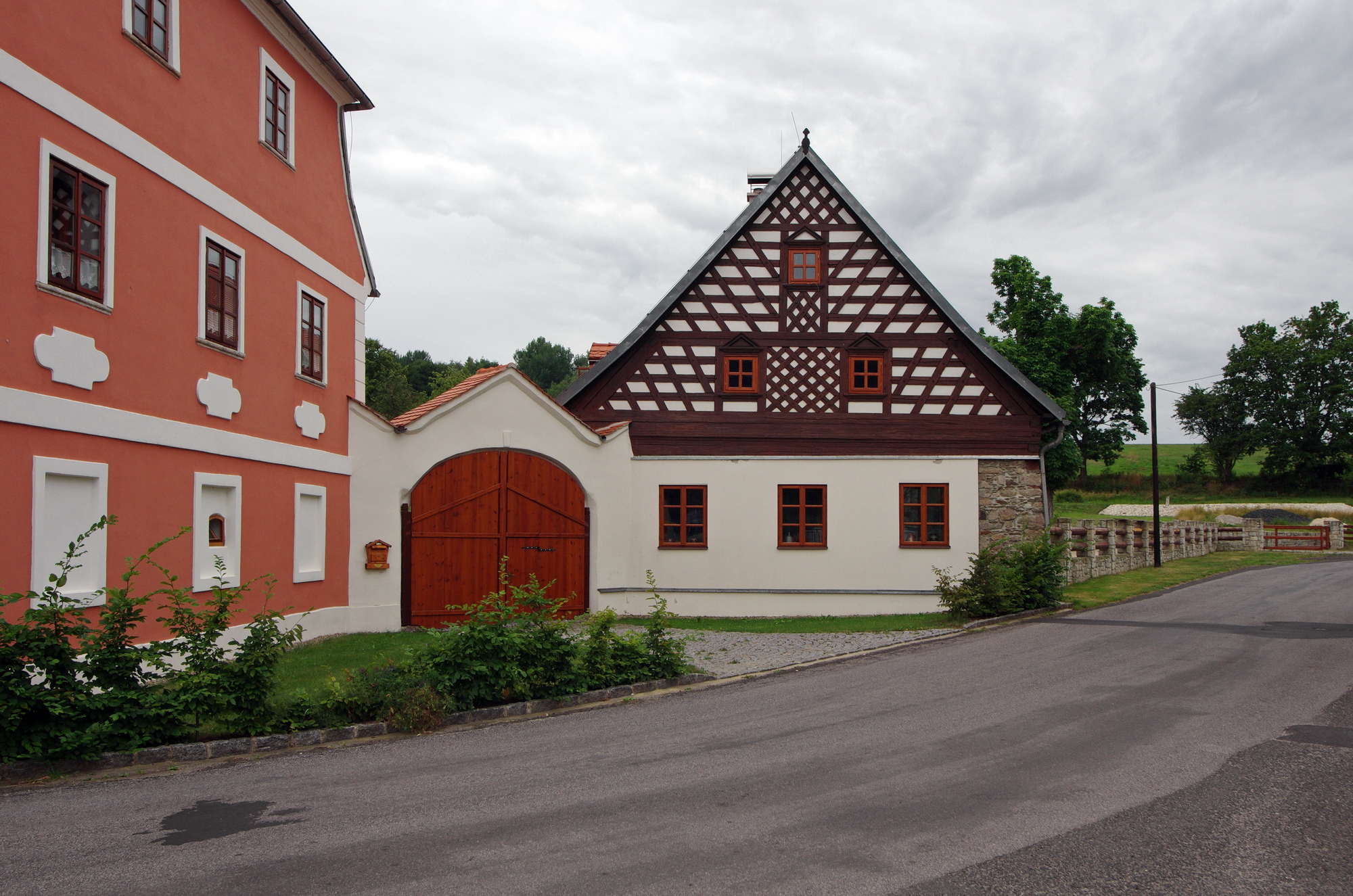
venkovské stavení čp. 4